# کوزمادومبیا
کوزمادومبیا (به مجاری:  Kozmadombja) یک شهرداری در مجارستان است که در ناحیه لنتی واقع شده‌است. کوزمادومبیا ۷٫۶۳ کیلومتر مربع مساحت و ۵۶ نفر جمعیت دارد.